# Jan A. Rajchman
Jan Aleksander Rajchman (Londres, 10 août 1911 - 1er avril 1989) est un ingénieur électricien polonais et un pionnier de l'informatique.

## Biographie
Jan Aleksander est le fils de Ludwik Rajchman et de Maria Bojańczyk. Son père est un bactériologiste polonais et le fondateur de l'UNICEF. Il est né à Londres, où ses parents ont temporairement vécu, et où son père occupe divers postes au Royal Institute of Public Health et au King's College.
Il reçoit le diplôme d'électrotechnique de l'École polytechnique fédérale de Zurich en 1935 et devient docteur ès sciences en 1938,.
Rajchman émigre aux États-Unis en 1935. Il rejoint le RCA Laboratory dirigé par Vladimir Zvorykin en janvier 1936.
Il est un inventeur prolifique avec 107 brevets américains entre autres circuits logiques pour l'arithmétique. Il conçoit la première mémoire morte, largement utilisée dans les premiers ordinateurs. Il conçoit et développe le tube de stockage sélectivement adressable, le malheureux tube Selectron et la mémoire centrale.
Il est membre de l'Institute of Electrical and Electronics Engineers (IEEE) et de l'Académie nationale d'ingénierie des États-Unis. Il est également membre de Sigma Xi, de l'Association for Computing Machinery (ACM), de la Physical Society, de l'Académie des sciences de New York et membre de l'Association américaine pour l'avancement des sciences et du Franklin Institute. Il reçoit le prix commémoratif IEEE Morris N. Liebmann en 1960 et la Médaille IEEE Edison en 1974 pour une carrière créative dans le développement d'appareils électroniques et pour son travail de pionnier dans les systèmes de mémoire informatique.